# Gerhart Rodenwaldt
Gerhart Rodenwaldt (de son nom complet Gerhart Martin Karl Rodenwaldt), né le 16 octobre 1886 à Berlin-Grunewald et mort le 27 avril 1945 au même endroit, est un archéologue allemand spécialiste de l'Antiquité. Il est le frère d'Ernst Rodenwaldt, spécialiste de la médecine tropicale.

## Biographie
Après avoir étudié au lycée de Friedrichswerder à Berlin il commence en 1904 à l'université de Berlin des études d'archéologie classique, de philologie et histoire de l'art. Il étudie ensuite à l'université de Heidelberg et à l'Université de Halle où il passe le doctorat en 1908 auprès de Carl Robert. En 1909/1910, grâce à une bourse de voyage du Deutsches Archäologisches Institut (DAI), l'Institut allemand d'archéologie pour l'espace méditerranéen, il rassemble le matériel nécessaire pour son doctorat d'État qui porte sur le palais de Tirynthe et qu'il présente à Berlin en 1912.
Après avoir servi pendant la Première Guerre mondiale, essentiellement pour la Croix-Rouge, il devient en 1917 professeur à l'université de Giessen. En 1922 il revient à Berlin comme secrétaire général du DAI et réorganise le travail archéologique à l'étranger.
En 1932 Rodenwaldt il devient professeur à l'université de Berlin, tout en restant vice-président du DAI. Avec sa femme, Jane, il se suicide à Berlin le 27 avril 1945 alors que l'Armée rouge approchait.
Rodenwaldt est membre d'un grand nombre d'académies scientifiques et de sociétés savantes ainsi que docteur honoris causa de l'université nationale et capodistrienne d'Athènes et de l'université de Sofia.
Dans le domaine de l'archéologie grecque, il s'occupe entre autres des sculptures archaïques sur les frontons à Corfou et de la représentation des dieux grecs. Dans l'archéologie de l'époque romaine, il se consacre avant tout au développement de l'art, à l'aide entre autres des reliefs sur les sarcophages. À côté de ses études scientifiques, il rédige aussi des présentations grand public, par exemple sur l'antique Olympie et l'Acropole d'Athènes.